# Conistra nigroliturata
Conistra nigroliturata är en fjärilsart som beskrevs av W. Warren 1911. Conistra nigroliturata ingår i släktet Conistra och familjen nattflyn. Inga underarter finns listade i Catalogue of Life.